# Záskalie
Záskalie je naseljeno mjesto u okrugu Považská Bystrica u Trenčínskom kraju u Slovačkoj.

## Stanovništvo
| Godina:     | 1993. | 2003.   | 2013.   | 2023.    |
| ----------- | ----- | ------- | ------- | -------- |
| Broj ljudi: | 202   | 182     | 185     | 215      |
| Razlika:    |       | -9,90 % | +1,64 % | +16,21 % |

| Godina:     | 2022. | 2023.   |
| ----------- | ----- | ------- |
| Broj ljudi: | 212   | 215     |
| Razlika:    |       | +1,41 % |

Prema podatcima o broju stanovnika iz 2023. godine naselje je imalo 215 stanovnika.

## Vanjske poveznice
|  | Zajednički poslužitelj ima još gradiva o temi Záskalie |

- Službena stranica naselja (sl.)